# Matilde Gironella Escuder
Matilde Gironella i Escuder (Figueres, 12 de gener de 1899 - Barcelona, 5 d'agost de 1979) fou una pintora i escriptora en castellà que va signar amb el pseudònim Ilde Gir entre 1930 i 1971.

## Biografia
Matilde Gironella i Escuder va néixer el 1899 a Figueres, filla de Francesc Xavier Gironella i Francard, natural de Figueres, i de Maria Escuder i Rodríguez (1870-1962), natural de Sant Joan de Vilassar, però va residir gairebé tota la seva vida a Barcelona. Es va casar amb Josep Romagosa i Norta, de qui va enviudar l'any 1957. La seva filla Maria Teresa Romagosa fou il·lustradora i els fills Matilde Romagosa i Josep Romagosa foren escriptors.
Pintora i il·lustradora, va començar escrivint novel·les roses i més tard contes infantils, alguns il·lustrats per ella mateixa. També va escriure llibres educatius. Va ser especialment popular la seva sèrie de llibres protagonitzats per Marialí.

## Obra literària

### Com a Ilde Gir

#### Novel·la rosa
- Les netes dels Walbrought (1930)
- El seu ideal (1931)
- L'amor d'Isabel (1933)
- Quatre homes en una vida (1936)
- L'idil·li de Mayré (1941)
- Murri amor (1942)
- I per fi... les noces (1943)

#### Contes infantils

##### Sèrie Marialí
1. Marialí (1940)
2. Otra vez Marialí (1947)
3. Primite Lídia (1949)
4. Adiós Marialí (1952)
5. Les peripecias de Anina (1953)
6. Lilí, la ahijada del collegio (1958)

##### Sèrie Gentilesa
1. Gentilesa (1947)
2. Regina (1959)

##### Novel·les independents
- Emma y María (1941)
- La tacita de plata (1941)
- Como hermanitas (1942)
- José-Andrés (1950)
- Luy, el pajecillo (1950)
- Pulgarcito (1952)
- Blanca y sus vecinitos (1953)
- ¡No! (1955)
- Javier (1955)
- Elenita en la casa gris (1956)
- La novela de un muchacho (1956)
- Medianita (1957)
- Retal (1957)
- Tremenda Yola (1957)
- Leyla (1958)
- Mi amiguita Esther (1958)
- Mina (1958)
- La ilusión de Cly (1959)
- El milagro de Fátima (1961)
- Monaguilla (1961)
- ¡Sue, no me hablo contigo! (1962)
- Aquí está Linda (1962)
- Feita (Una monada de niña) (1962)
- Aquella niña insignificante (1963)
- Bettina (1964)
- Tía Adelina (1964)
- Lis propone... y los ladrones disponen (1965)
- Schubert (1966)
- Marta y Martita (1967)
- Solito (1971)
- El párroco de Castellet

##### Antologia
- Narracions per a nens (1960)

#### Llibres educatius
- El libro de la recién casada: Normas para la dicha en el hogar (1952)
- El libro de la niña buena (1955)
- Soltera sí, pero no solterona (1963)